# Andreasz
Andreasz (6–7. század) metropolita, ókeresztény író.
Andreasz a kappadókiai Caesarea metropolitája volt, 563 és 614 között készített kommentárokat a Jelenések könyvéhez, mely az Apokalipszis egyik szövegváltozatához kapcsolódik és így a későbbi kommentárokra is hatást gyakorolt. Munkáját a 10–11. században lefordították örmény, grúz és ószláv nyelvre, majd a 16. században újgörögre is. A kommentárt egy bizonyos Makariosz szerzetes kérésére írta, hogy semlegesítse Oikumeniosz monofizita eszmékkel teli kommentárját. A 11. században művét átdolgozta Arethasz caesariai metropolita. A mű  a Biblia utolsó recenziójának tanúja. Erkölcsi kérdéseket tárgyaló munkája, a Therapeutiké, elveszett.